# Adam Paszkowicz
Adam Tomasz Paszkowicz (ur. 1784, zm. 1834) – duchowny rzymskokatolicki, wikariusz kapitulny archidiecezji warszawskiej w latach 1831–1833, wikariusz kapitulny diecezji krakowskiej w latach 1833–1834.

## Życiorys
Od 1818 był kanonikiem krakowskim. W 1828 został archidiakonem metropolity warszawskiego. W okresie od 11 marca 1831 do 17 października 1833 piastował urząd wikariusza kapitulnego archidiecezji warszawskiej. Następnie do 1834 administrował diecezją krakowską w Królestwie Polskim z siedzibą w Kielcach.